# Dexteria floridana
Dexteria floridana är en kräftdjursart som först beskrevs av Dexter 1953.  Dexteria floridana ingår i släktet Dexteria och familjen Chirocephalidae. IUCN kategoriserar arten globalt som akut hotad. Inga underarter finns listade i Catalogue of Life.